# Chutes d'Inga
Les chutes d'Inga sont des rapides situées en république démocratique du Congo, sur le cours du Congo, en aval de Kinshasa et en amont de Matadi, non loin des bouches du fleuve. Cet obstacle naturel pour la navigation est en cours d'aménagement depuis des années avec la construction du canal du Congo des barrages d'Inga.
C'est au cours de la descente Africa-Raft de ces rapides que Philippe de Dieuleveult et six de ses coéquipiers disparurent le 6 août 1985.